# Suhpalacsa lugubris
Suhpalacsa lugubris is een insect uit de familie van de vlinderhaften (Ascalaphidae), die tot de orde netvleugeligen (Neuroptera) behoort. 
Suhpalacsa lugubris is voor het eerst wetenschappelijk beschreven door Gerstäcker in 1894.